# Старое Поречье
Старое Поречье (укр. Старе Поріччя) — село в Городокском районе Хмельницкой области Украины.
Население по переписи 2001 года составляло 244 человека. Почтовый индекс — 32045. Телефонный код — 3251. Занимает площадь 1,579 км². Код КОАТУУ — 6821285503.

## Местный совет
32045, Хмельницкая обл., Городокский р-н, с. Новое Поречье